# Nationales und Soziales Aktionsbündnis Norddeutschland
Das Aktionsbüro Norddeutschland (ABN), gegründet unter dem Namen Nationale und Soziale Aktionsbündnis Norddeutschland (NSAN), seltener auch „Freies und Soziales Aktionsbüro Norddeutschland“, ist eines der überregionalen Koordinierungs- und Organisationsbüros bzw. Vernetzungsplattform der militanten rechtsradikalen Freien Kameradschaften, das in den deutschen Ländern Schleswig-Holstein, Hamburg, Mecklenburg-Vorpommern, Niedersachsen, Bremen sowie in Teilen von Hessen aktiv ist. Es ist dem Verfassungsschutz seit 1997 bekannt.

## Allgemeines und Geschichte
Innerhalb der Kameradschaftsszene kommt dem „Nationalen und Sozialen Aktionsbündnis Norddeutschland“ aufgrund des großen Anteils von Führungspersonen und der großen Mitgliederzahl eine bundesweit wichtige Rolle zu. Neben den ehemaligen Kühnen-Gefährten Christian Worch und Thomas Wulff sind vor allem Personen aus dem Umfeld der im Jahr 2000 verbotenen Kameradschaft „Hamburger Sturm“ regional und überregional aktiv.
Das Aktionsbüro wurde auch als Reaktion auf die Verbote gegen eine Reihe von Neonazi-Parteien und extrem rechte Gruppierungen durch staatliche Behörden Anfang der 1990 konzipiert. Maßgeblich waren die Führungskader Thomas Wulff und Christian Worch, die selbst durch das Verbot der „Nationalen Liste“ betroffen waren am Aufbau des Konzepts der so genannten „Freien Nationalisten“ beteiligt. Eine wichtige Stütze war ein Organisationsmodell außerhalb herkömmlicher Vereins- und Parteistrukturen auf informeller Basis. Die "Kameradschaften" sollten untereinander vernetzt werden, ohne dabei juristisch angreifbare Strukturen wie sie z. B. Vereinen bestehen, aufzubauen. Das heutige „Aktionsbüro Norddeutschland“ wurde 1994 als „Nationales und soziales Aktionsbündnis Norddeutschland“ zur Umsetzung dieses Konzeptes gegründet. Am Aufbau waren neben dem NPD-Bundesvorstandsmitglied Thomas Wulff auch Tobias Thiessen beteiligt.
Strukturell und personell findet seit ca. 2000 eine Orientierung nach Mecklenburg-Vorpommern statt. Hier ist der „Zentralversand“ – ein Versandhandel für Musik, Publikationen, Bekleidung etc. – ansässig und in Teldau befindet sich auch das von Michael Grewe (Lüneburg) und Thomas Wulff (Hamburg) gekaufte Gut Amholz.
Das „Nationale und Soziale Aktionsbündnis Norddeutschland“ hat Kontakt zu skandinavischen und niederländischen Neonazis.

### Mobilisierung
Für den Informationsaustausch und die Mobilisierung zu Aktionen sorgen die in Hamburg und Mecklenburg-Vorpommern ansässigen „Freien Infotelefone“ (FIT). Eine ebenfalls von Norddeutschland aus betriebene Internetplattform verbreitet Propaganda. Ebenso erscheint hier die bekannteste Zeitschrift des Kameradschaftsspektrums, das „Zentralorgan“.
Der bekannteste öffentliche Treffpunkt für organisierte und unorganisierte Neonazis war der von Christiane Dollscheid betriebene „Club 88“ in Neumünster. Die 88 steht als Code für „Heil Hitler“ (siehe auch Rechtsextreme Symbole und Zeichen).

## Führende Funktionäre
Als führende Funktionäre aus diesem Raum sind oder waren bekannt:
- Christian Worch, ehemals führend tätig bei der Aktionsfront Nationaler Sozialisten/Nationaler Aktivisten (ANS/NA) und der Gesinnungsgemeinschaft der Neuen Front (GdNF), selbsternannter „Meinungsführer“. Er tritt insbesondere als Redner bei Veranstaltungen und Anmelder von Aufmärschen auf.
- Thomas Wulff, genannt „Steiner“, ehemaliger Vorsitzender der verbotenen „Nationalen Liste“ und ehemaliges Mitglied der verbotenen FAP. Wie Worch ist er Organisator von Aufmärschen und Redner bei Veranstaltungen, außerdem leitet er Ordnerdienste.
- Peter Borchert, ehemaliger NPD-Vorsitzender in Schleswig-Holstein. Borchert ist häufig Redner auf Aufmärschen und übernimmt Ordnerdienste.
- Tobias Thiessen, enger Vertrauter von Thomas Wulff.
- Torben Klebe, führendes Mitglied der verbotenen Kameradschaft „Hamburger Sturm“, Funktionär der verbotenen neonazistischen Musikorganisation „Blood & Honour / Sektion Nordmark“.

## Beispiele für Kameradschaften
- „Kameradschaft Celle 73“
- „Kameradschaft Hamburger Sturm“ (Mitte 2000 verboten)
- „Kameradschaft Lüneburg/Uelzen Trupp 16“
- „Kameradschaft Northeim“
- „Kameradschaft Elbmarsch“
- „Kameradschaft Hamburg“ (seit 2007 in Hamburg-Bergedorf zu sehen, Unterwanderungsversuch von Sportvereinen)